# Europese kampioenschappen judo 1968
De Europese kampioenschappen judo 1968 werden van 17 tot en met 19 mei 1968 gehouden in Lausanne, Zwitserland. 

## Resultaten
| Gewichtsklasse | Goud                  | Zilver             | Brons                       |
| -------------- | --------------------- | ------------------ | --------------------------- |
| – 63 kg        | Piruz Martkoplishvili | Sergei Suslin      | Serge Feist Denis Pylypiw   |
| – 70 kg        | Roin Magaltadze       | Otari Natelashvili | Czesław Kur Allan Wood      |
| – 80 kg        | Wolfgang Hofmann      | Patrick Clement    | Ferdi Miebach Horst Leupold |
| – 93 kg        | Peter Herrmann        | Helmut Howiller    | Paul Barth Ernst Eugster    |
| + 93 kg        | Klaus Glahn           | Anzor Kiknadze     | Alfred Meier Erich Butka    |
| Open           | Vladimir Saunin       | Radovan Krajinović | Klaus Hennig Günter Monczyk |

## Medailleklassement
| Plaats | Land                           | Goud | Zilver | Brons | Totaal |
| 1      | Sovjet-Unie                    | 3    | 3      | –     | 6      |
| 2      | Bondsrepubliek Duitsland       | 3    | –      | 4     | 7      |
| 3      | Duitse Democratische Republiek | –    | 1      | 2     | 3      |
| 3      | Frankrijk                      | –    | 1      | 2     | 3      |
| 5      | Joegoslavië                    | –    | 1      | –     | 1      |
| 6      | Nederland                      | –    | –      | 1     | 1      |
| 6      | Oostenrijk                     | –    | –      | 1     | 1      |
| 6      | Polen                          | –    | -      | 1     | 1      |
| 6      | Verenigd Koninkrijk            | –    | -      | 1     | 1      |
|        | Totaal                         | 6    | 6      | 12    | 24     |